# Terry Pratchett
Sir Terence David John »Terry« Pratchett, OBE, angleški pisatelj, * 28. april 1948, Beaconsfield, Buckinghamshire, Anglija, † 12. marec 2015.
Pratchett je najbolj znan po svoji obsežni seriji fantazijskih romanov o svetu Plošče (Discworld), ki jo je ustvarjal skoraj do svoje smrti. Poleg tega je pisal tudi dela za mlajše bralce, od katerih je znana na primer trilogija o Nomih (The Nome trilogy). Bil je plodovit ustvarjalec, ki je redno izdajal tudi po dve knjigi na leto in je za J. K. Rowling drugi najbolj bran britanski pisatelj, s prodanimi skupno več kot 55 milijoni izvodov knjig.
Za svoj prispevek k britanski književnosti je bil leta 1998 imenovan v Red Britanskega imperija, leta 2009 pa je prejel tudi britanski viteški naziv. Leta 2007 je oznanil, da so mu diagnosticirali redko obliko Alzheimerjeve bolezni v zgodnjem stadiju, od takrat je bil aktiven podpornik raziskav in ozaveščanja javnosti o degenerativnih boleznih živčevja. Svoje izkušnje je med drugim predstavil v posebni BBC-jevi seriji, poleg tega pa je zagovarjal legalizacijo evtanazije v Združenem kraljestvu kot možnost za smrtno bolne.